# Les Souffrances du jeune Werther
Die Leiden des jungen Werthers
Pour les articles homonymes, voir Werther et Souffrance (homonymie).
Les Souffrances du jeune Werther (titre original en allemand : Die Leiden des jungen Werthers) est un roman épistolaire de Johann Wolfgang von Goethe qui fut publié anonymement et parut à l'occasion de la foire du livre de Leipzig en automne 1774 ; une version remaniée et légèrement augmentée paraît en 1787 à l'occasion de la publication des œuvres complètes de l'auteur.
Les Souffrances du jeune Werther est le premier roman de Goethe. Il apporta à son auteur dès sa sortie une notoriété considérable, en Allemagne d'abord puis dans toute l'Europe, notamment parce qu'il met en scène le suicide de son héros. Aucun autre livre de Goethe ne fut autant lu par ses contemporains : le succès qui en résulta suffit à lui conférer une gloire annonçant les chefs-d'œuvre à venir.
Si la première édition est considérée comme l'une des œuvres majeures du Sturm und Drang (mouvement précurseur du romantisme presque exclusivement allemand), la version remaniée rejoint le classicisme de Weimar.
Les actions du protagoniste, déterminées par ses sentiments, font de l'œuvre un exemple représentatif de l'Empfindsamkeit.

## Résumé de la version remaniée de 1787

### Livre premier
La première lettre est datée du 4 mai 1771, la dernière du 18 septembre 1772. Werther est un jeune homme qui s'installe à Wetzlar pour y faire carrière. Là, il se promène dans la nature pour la dessiner, car il se croit artiste. Un jour, il est invité à un bal au cours duquel il rencontre une jeune femme prénommée Charlotte (Lotte), fille d'un bailli, qui depuis la mort de sa mère, s'occupe de ses frères et de ses sœurs. Werther sait depuis le début que Charlotte est fiancée à Albert. Cependant, Werther tombe immédiatement amoureux de la jeune fille qui partage avec lui les goûts de sa génération, en particulier pour la poésie enthousiaste et sensible de Klopstock. Werther rencontre Albert et lui reconnaît de nombreuses qualités : il s’enfuit pour tenter d’oublier Charlotte.

### Livre deuxième
La seconde lettre date du 20 octobre 1771. Werther, qui lit Homère dans les débuts heureux du livre, passe à la poésie nébuleuse et mélancolique d'Ossian. Il croit être sauvé lorsqu’il rencontre une autre femme. Expérience humiliante, il est contraint de quitter une société quand on lui fait observer que les roturiers n'y sont pas admis. Ennuyé par les coutumes de la société dans laquelle il se retrouve, Werther rejoint Charlotte, qu’il aime de plus en plus, et maintenant mariée à Albert. La dernière lettre date du 17 décembre 1772.

### L'éditeur au lecteur
Comprenant que cet amour est impossible, après une dernière visite à Charlotte pendant laquelle il lui lit une traduction qu'il a faite du poème d'Ossian Les Chants de Selma, Werther se suicide.

## Réception

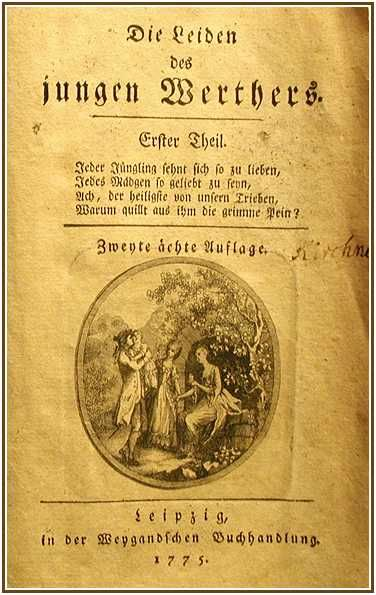
Page de titre de la seconde édition.

Les Souffrances du jeune Werther est considéré comme le roman clé du Sturm und Drang. Le livre fut imprimé à très grand tirage pour l'époque et déclencha ainsi ce qu'on appellera plus tard la « fièvre de la lecture » (Lesewut).
Goethe n'avait pas prévu que son livre aurait un tel succès. Pour illustrer le phénomène qu'on qualifia par la suite de « fièvre werthérienne », sont exposées aujourd'hui à Wetzlar, à côté d'une précieuse première édition de Werther, des parodies, des imitations et des traductions dans de nombreuses langues. Le succès de ce roman fut plus qu'un phénomène de mode, et déclencha, dit-on, une vague de suicides. Germaine de Staël écrit notamment en 1813 que « Werther a causé plus de suicides que la plus belle femme du monde… ». Goethe lui-même déclara à ce propos : « L'effet de ce petit livre fut grand, monstrueux même, mais surtout parce qu'il est arrivé au bon moment » mais écrira que le suicide n'est en aucun cas une solution défendue par le livre. L'épidémie de suicide qu'aurait provoqué le roman a été contesté dans des études de zététique.

### Controverse
Chez ses détracteurs comme chez ses partisans, le roman suscita de vives réactions : en effet, Goethe place au centre de son roman un personnage qui va totalement à l'encontre des règles et mœurs bourgeoises, le suicide était à l'époque un sujet tabou. Les autorités de Leipzig, où le livre paraît, considérant que cet ouvrage fait l'apologie du suicide et le jugeant immoral en interdisent la vente - en vain.

### La «fièvre de Werther»

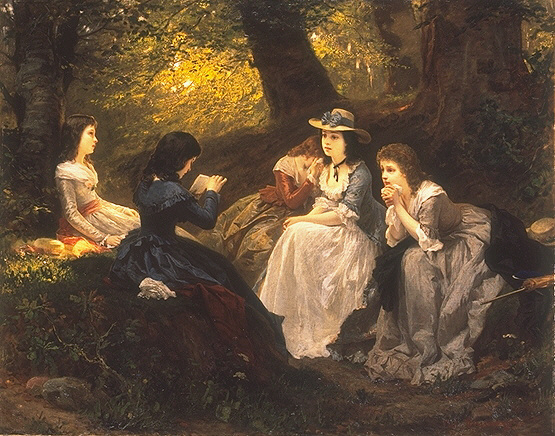
Wilhelm Amberg : Lecture du Werther de Goethe, 1870.

À la suite de la publication de l'œuvre, la « fièvre de Werther » s'empara de toute l'Allemagne, mais aussi de toute l'Europe : des femmes se retrouvaient en Charlotte, des hommes en Werther. La mode elle-même s'en trouva transformée : ces hommes s'habillaient de costumes jaune et bleu, comme la tenue de bal de Werther, et ces femmes portaient des robes roses et blanches, comme Charlotte.
Charlotte est pour le jeune Werther une issue qui lui permet d'échapper au monde réel. On remarque dans ses lettres que tout ce qui est relatif à Charlotte devient propice au songe et éveille l'homme lyrique enfoui au fond du jeune Werther.
Lorsqu'il découvre que Charlotte est promise à Albert, Werther cherche à oublier dans la souffrance, mais n'y parvient pas. Le monde réel dans lequel il tente de continuer à vivre est relatif à Charlotte et accentue ses souffrances. Le seul moyen d'oublier l'échec de cet amour est de céder à la deuxième grande main inspiratrice : « La Mort ». Le jeune Werther se suicide en quête d'un autre monde.

### Les œuvres influencées parWerther
Le roman influença aussi bien par sa forme que par son contenu de nombreux autres romans écrits par la suite, par exemple Oberman d'Étienne Pivert de Senancour (1779-1846), Adolphe de Benjamin Constant (1767-1830), les Dernières lettres de Jacopo Ortis d'Ugo Foscolo (1778-1827), Sans dogme, roman psychologique, de Henryk Sienkiewicz (1846-1916), ou encore La Confession d'un enfant du siècle de Musset.
Certaines œuvres renvoient également directement au Werther de Goethe. Friedrich Nicolai rédigea une mordante parodie de Werther ayant pour titre les Joies du jeune Werther, dans laquelle Werther épouse Charlotte et donne naissance à beaucoup d'enfants, accédant ainsi au bonheur. Le deuxième roman de Julien Gracq, Un beau ténébreux, y fait explicitement référence. Le Tchèque Bohumil Hrabal écrivit un roman intitulé les Souffrances du vieux Werther, et Thomas Mann l'amusant Charlotte à Weimar ; Jules Massenet en tira l'opéra Werther.
Les souffrances du jeune Werther a lancé le romantisme en France. Cette œuvre a influencé des auteurs comme Victor Hugo, Alfred de Vigny et Alfred de Musset dans des œuvres comme Hernani, Chatterton et Lorenzaccio.
Sténie ou les erreurs philosophiques d'Honoré de Balzac est aussi apparue comme une œuvre inspirée par celle de Goethe.
Dans le romantisme les héros sont aussi lyriques et s'épanchent sur leurs émotions. La lettre du 10 mai est représentative : « il règne dans mon âme tout entière une merveilleuse sérénité, semblable à cette douce matinée de printemps que je savoure de tout mon cœur. »
Thomas Mann dit du roman qu'« il est un chef-d'œuvre, un sentiment ravissant et un sens précoce qui font un mélange quasi-unique. Son thème est la jeunesse et le génie et il est lui-même né de la jeunesse et du génie »[réf. nécessaire].

## Influence

### L'effet Werther
En 1974, le sociologue américain David Phillips a forgé l'expression « effet Werther » pour qualifier ce phénomène de psychologie sociale selon lequel la médiatisation d'un suicide entraînerait, par contagion, une vague de suicides dans la population.
Perçu par les lecteurs comme une solution parmi d'autres à une série de problèmes personnels, le suicide serait ainsi en quelque sorte « légitimé » par les médias. Et par conséquent adopté par des personnes rencontrant des problèmes personnels.
Le suicide de Marilyn Monroe ou, en 1986, de Yukiko Okada sont deux exemples bien connus à l'origine d'un effet Werther.

## Édition allemande
- (de) Johann Wolfgang von Goethe, Die Leiden des jungen Werther, Berlin, Insel Verlag, coll. « Klassik » (no 4507), 2014, 174 p., poche (ISBN 978-3-458-36207-4)

## Adaptations cinématographiques
- 1938 : Le Roman de Werther de Max Ophüls
- 1949 : Begegnung mit Werther (de) de Karl-Heinz Stroux (de)
- 1976 : Les Souffrances du jeune Werther d'Egon Günther
- 2010 : Goethe! de Philipp Stölzl

### Éditions et traductions historiques
Passions ou Souffrances du jeune Werther, 1774-1809.
1776 : Les Souffrances du jeune Werther sur Google Livres, en deux parties, traduit de l'original allemand Goethe (1749-1832) par le B. S. d. S. (baron S. de Seckendorf), W. Walther, Erlangen, 1776. (BNF 30525419).
1777 : Passions du jeune Werther, trad. de l'allemand de Goethe (1749-1832) par Philippe-Charles Aubry. Manheim, Paris, Pissot, 1777, (BNF 30525420)
1784 : Johann Wolfgang von Goethe. The sorrows of Werter sur Google Livres. A German story. printed for J. Dodsley, Pall-Mall., 1784
1786 : Passions du jeune Werther par Goethe, traduit par P.-Ch. Aubry, planche gravée. Paris, Cazin, 1786. (BNF 32176075)
S.d. : Passions du jeune Werther par Goethe, traduction par P.-Ch. Aubry. Paris, Tiger, (S.d.) (BNF 30525422)
1792 : Passions du jeune Werther par Goethe, traduit par P.-Ch. Aubry, Londres, [s.n.], 1792, (BNF 30525421). Les malheurs du jeune Werther sur Google Livres, 1792.
1793 : Goethe. Die Leiden des jungen Werthers, Passions du jeune Werther sur Google Livres, Paris, Le Prieur, 1793. (BNF 33026865)
1795 : Johann Wolfgang von Goethe, Die Leiden des jungen Werthers, Passions du jeune Werther sur Google Livres, Paris, Le Prieur, 1795 - Illustration sur Google Livres, Devaux, 1795.
1809 : Les Souffrances du jeune Werther par Goethe. Traduction nouvelle sur Google Livres par Noël François Henri de Huchet de La Bédoyère, Paris, imprimerie. de P. Didot l'ainé, 1809. (BNF 30525440).
1886: traduction nouvelle par Madame Bachellery avec une préface par Paul Stapfer et des eaux fortes de Lalauze, Paris, Librairie des Bibliophiles